# Sénégal aux Jeux olympiques d'hiver de 1984
Le Sénégal aux jeux olympiques d'hiver de 1984 est représenté par un seul athlète en ski alpin. C'est le premier pays d'Afrique subsaharienne et l'un des premiers pays tropicaux à participer aux Jeux olympiques d'hiver. Il sera rejoint par la Jamaïque en 1988 à Calgary.

## Ski alpin
- Lamine Guèye : 51e de la descente.

## Délégation
- : Lamine Guèye